# Eduardo Bosc
Eduardo Ernesto Bosc (ur. 29 października 1899 w Buenos Aires) – argentyński zapaśnik walczący w stylu klasycznym. Olimpijczyk z Amsterdamu 1928, gdzie zajął czternaste miejsce w wadze koguciej.

## Letnie Igrzyska Olimpijskie 1928
| Konkurencja           | Rundy eliminacyjne     | Rundy eliminacyjne  | Klas. końcowa |
| Konkurencja           | Przeciwnik I           | Przeciwnik II       | Miejsce       |
| --------------------- | ---------------------- | ------------------- | ------------- |
| 58 kg styl klasyczny. | Oscar Lindelöf (SWE) P | Kurt Leucht (GER) P | 14.           |